# Johann Georg Emil von Brause

Johann Georg Emil von Brause (1774–1836), Lithographie nach einem Gemälde von Franz Krüger

Johann Georg Emil von Brause (* 14. Dezember 1774 in Stettin; † 10. April 1836 in Berlin) war ein preußischer Generalmajor, der als militärischer Erzieher des späteren Deutschen Kaisers Wilhelm I., als Kommandant aller preußischen Kadettenanstalten und zuletzt als Direktor der Allgemeinen Kriegsschule einen bedeutenden Beitrag zur Humanisierung der preußischen Militärerziehung geleistet hat.

## Familie
Johann Georg Emil war der Sohn des preußischen Kapitäns a. D. und Postdirektors Johann Georg von Brause (1728–1800) und dessen Ehefrau Henriette Luise Hermine, geborene von Schack (1745–1794). Er ist der Vetter von Friedrich August Wilhelm von Brause und ein Vetter der Brüder Wilhelm (1786–1831), Ferdinand (1787–1846), Hans (1791–1866) und August von Schack (1793–1864).
Brause heiratete im Jahr 1803 in Potsdam Albertine Karoline von Schlegell aus dem Hause Zehringen (1777–1845). Der Ehe entstammen fünf Kinder:
- Emilie (1804–1849) ⚭ Karl Wilhelm von Willisen (1790–1879)
- Wilhelm Hans Leopold Albert (1806–1806)
- Bertha Johann Auguste (1807–1845) ⚭ Hans David Ludwig Graf Yorck von Wartenburg d. J. (1805–1865)[1]
- Ulrike (1810–1847)
- Pauline (1815–1880) ⚭ Friedrich Adolf Freiherr von Willisen (1798–1864)

Einer seiner Enkel war der Philosoph und Majoratsherr auf Klein Oels Paul Graf Yorck von Wartenburg (1835–1897). Zu seinen Ur-Urenkeln zählt Peter Graf Yorck von Wartenburg (1904–1944).

## Leben

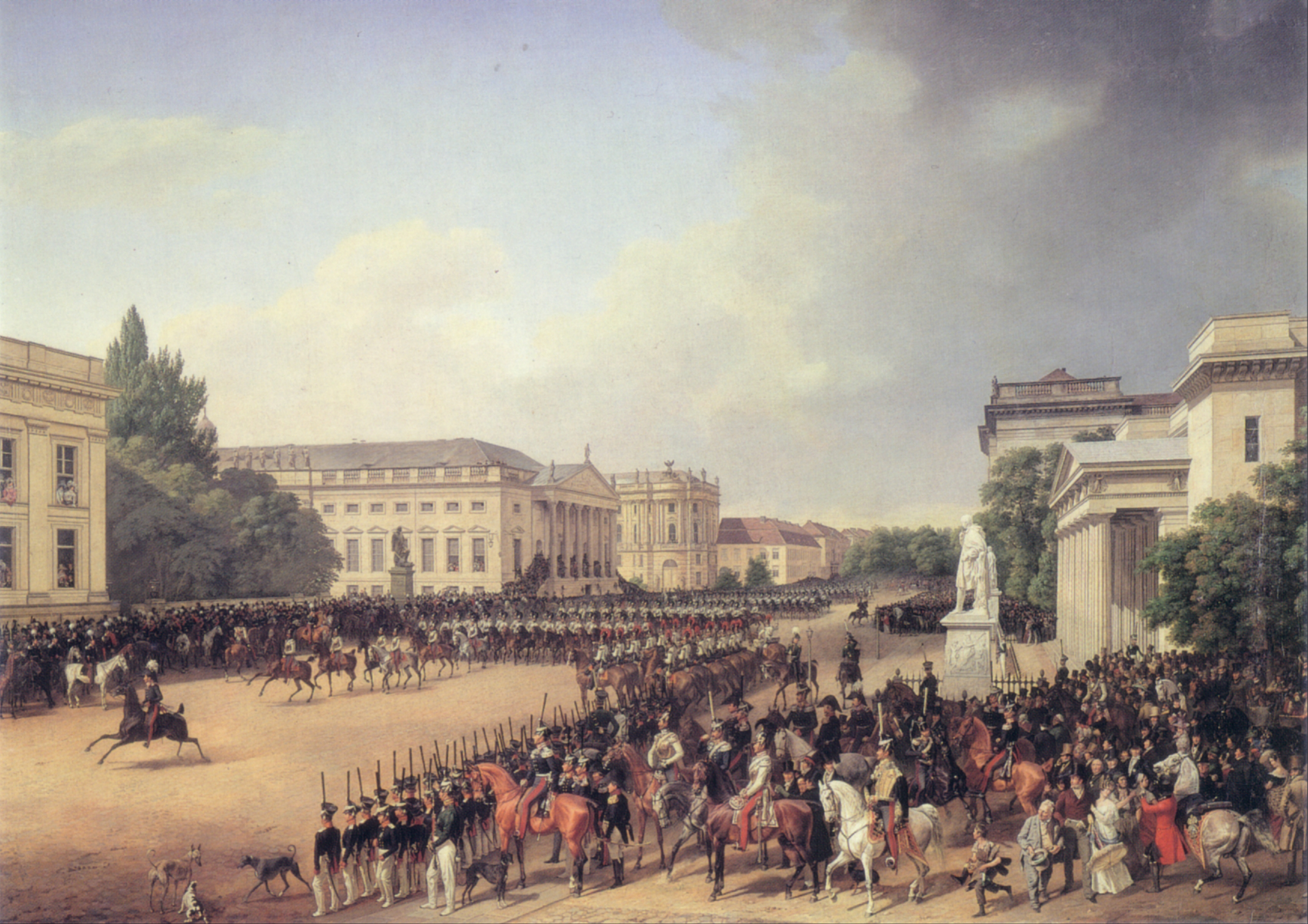
Franz Krügers Monumentalgemälde Parade auf dem Opernplatz (1829) mit der kindlich verspielten Darstellung der Kadetten am linken unteren Bildrand

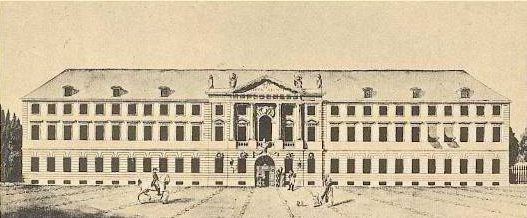
Haupthaus der Berliner Kadettenanstalt in der Neuen Friedrichstraße 13 gegenüber dem Grauen Kloster

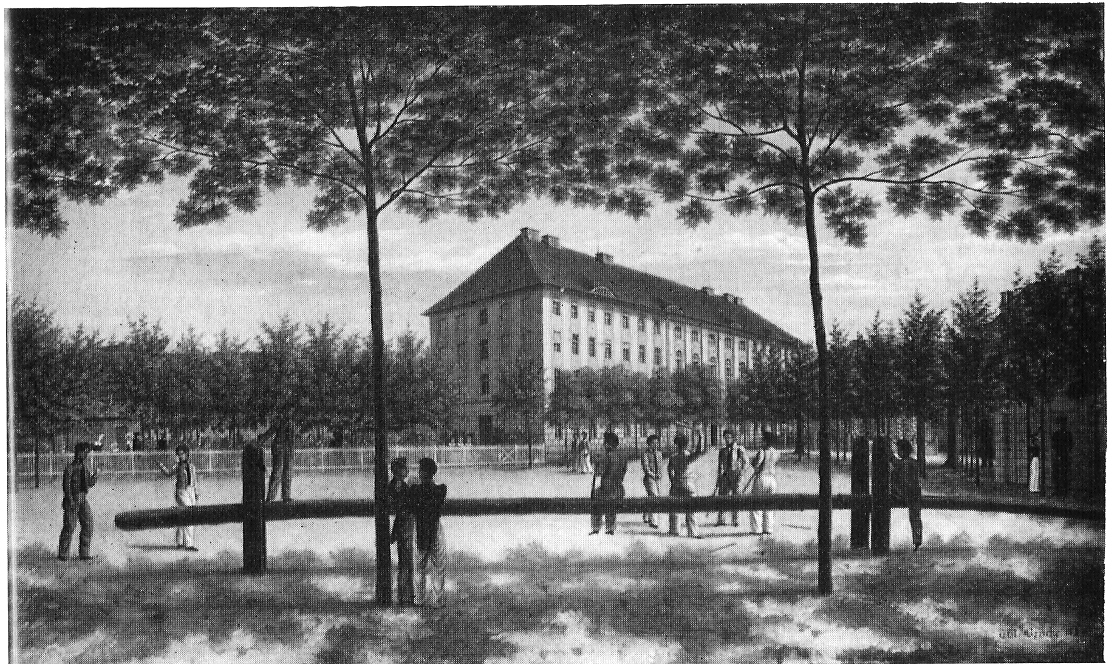
Spielende Kadetten im Hof des Berliner Kadettenhauses 1828

Kadettenhaus in Potsdam

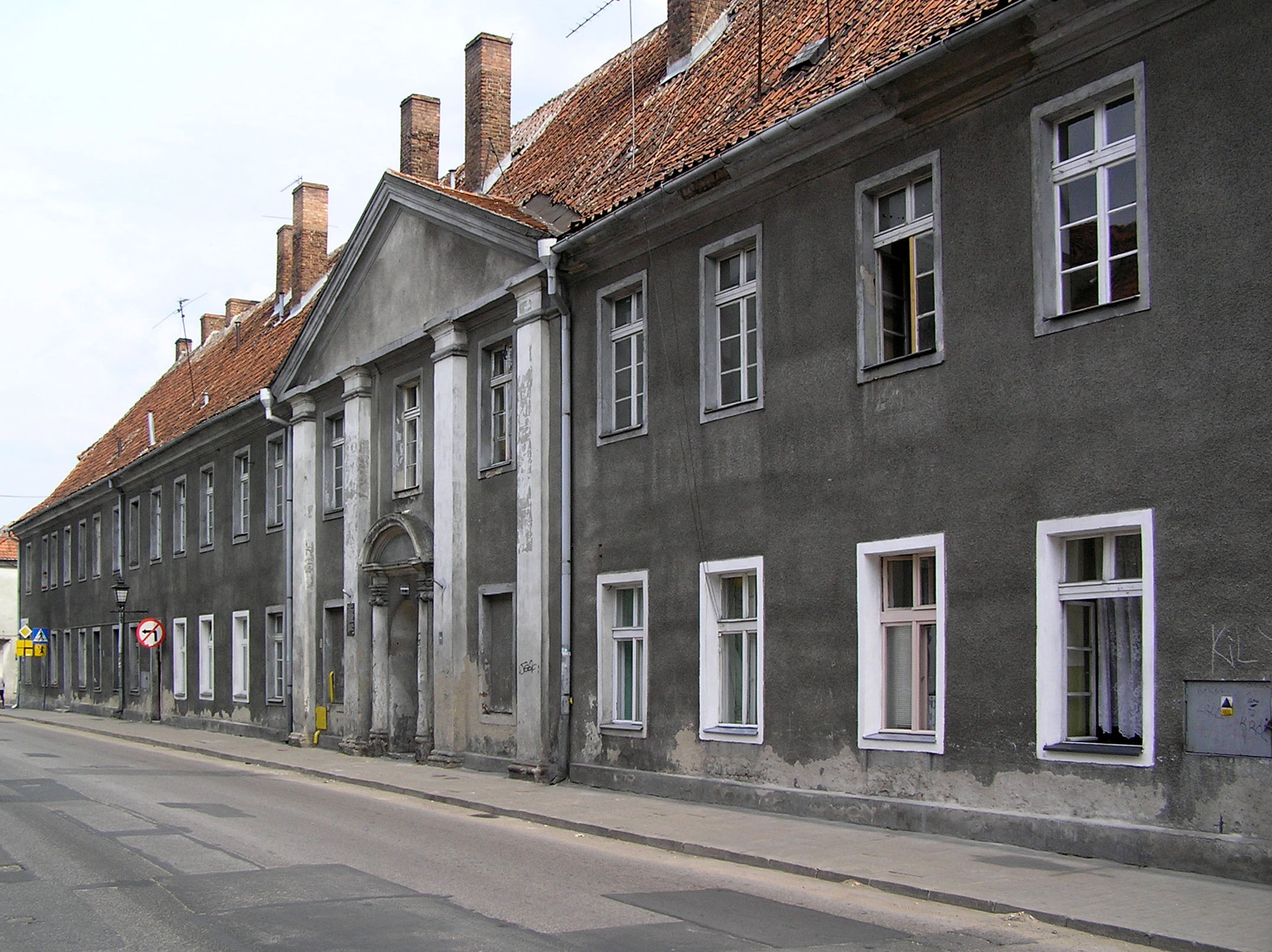
Ehemaliges Kadettenhaus in Culm

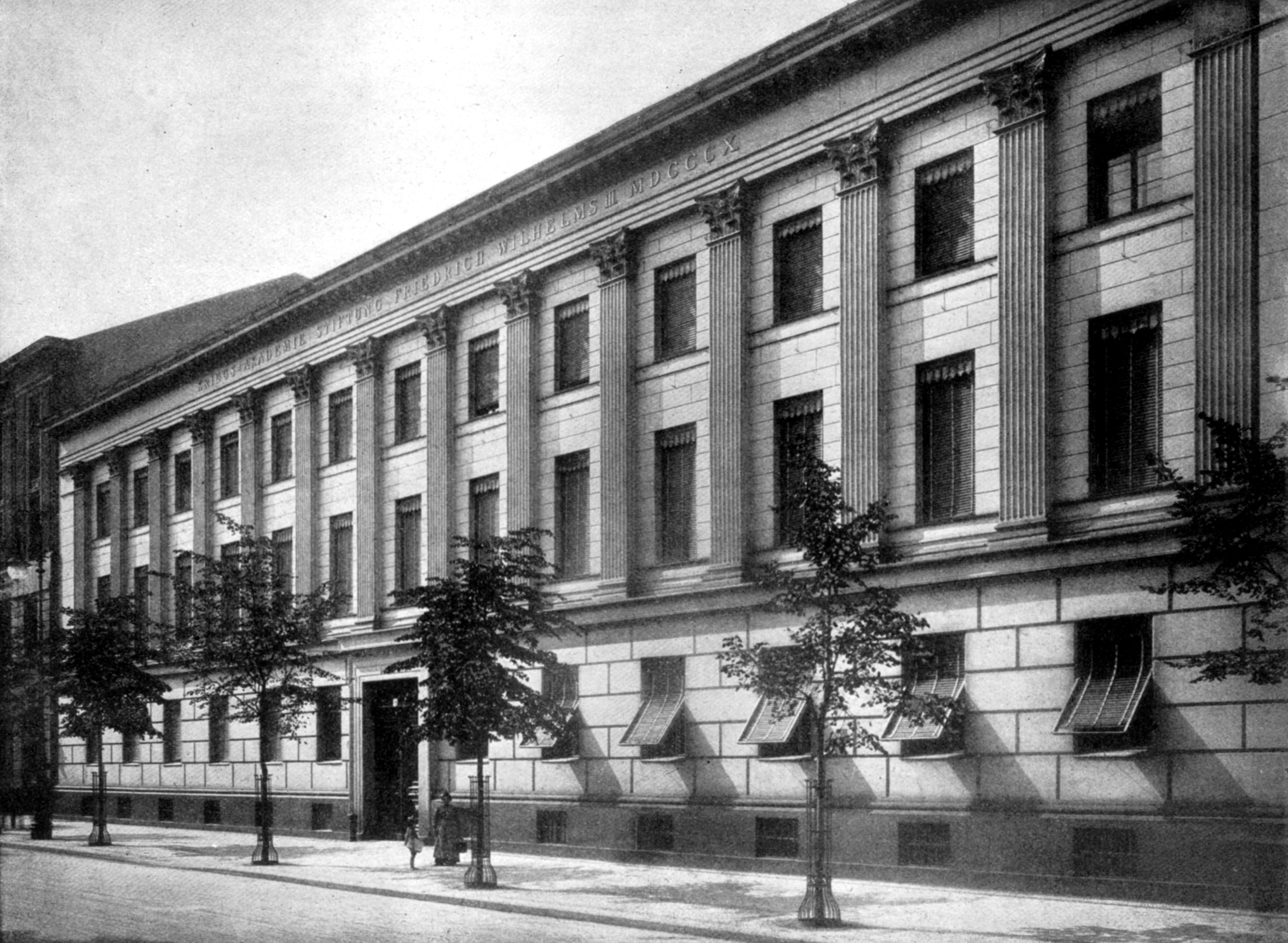
Fassade der Allgemeinen Kriegsschule in Berlin, dessen Direktor Brause von 1834 bis zu seinem Tode war

Durch königliche Kabinettsordre vom 31. Juli 1788 wurde Brause in die von Friedrich dem Großen als Eliteschule zur sorgfältigen Ausbildung für den höheren Staatsdienst gegründeten Académie militaire in Berlin aufgenommen. Seine militärische Laufbahn begann er 1794 als Fähnrich im Infanterieregiment des Kronprinzen, das in Potsdam stationiert war.
Mit Otto August Rühle von Lilienstern, Ernst von Pfuel und seinem Jugendfreund Heinrich von Kleist gehörte er zu einem Kreis junger, gebildeter Offiziere, die in dem Obristen Christian von Massenbach ihren geistigen Mentor fanden.
Nach der Mobilmachung 1805 wurde Brause Adjutant des Generals Alexander von Knobelsdorff und nahm an der Schlacht bei Auerstedt im unmittelbaren Gefolge des Königs teil, den er auch auf der Flucht nach Ostpreußen begleitete. Nach dem Tilsiter Frieden war er im Stabe des Generals Gebhard Leberecht von Blücher, mit dem er sich eine Zeit lang im Hauptquartier des schwedischen Königs Gustav IV. aufhielt. 1809 wurde er Adjutant bei Bülow in Stargard, der ihm große Wertschätzung und Freundschaft entgegenbrachte. Im Russlandfeldzug 1812 war er mit Florian von Seydlitz und seinem Vetter Wilhelm von Schack Adjutant im Stab des Generals Johann David Ludwig Graf Yorck von Wartenburg und erhielt für seine Verdienste den Orden Pour le Mérite sowie das Kreuz der Ehrenlegion. Vom Feldzug nach Königsberg zurückgekehrt, wirkte er am Aufbau der Preußischen Landwehr mit.
Kurz vor Beginn des Befreiungskrieges bestimmte am 1. März 1813 König Friedrich Wilhelm III. Brause zum Erzieher seines zweitgeborenen Sohnes Wilhelm, des späteren Kaisers Wilhelm I. Brause blieb dessen väterlicher Freund und Berater auch nach seiner Verabschiedung aus diesem Amt im Jahre 1817. So vermittelte er im Ebenbürtigkeitsstreit um Prinzessin Elisa Radziwill, der Jugendliebe des Prinzen Wilhelm, und führte Verhandlungen zu dessen geplanter Eheschließung mit Prinzessin Augusta von Sachsen-Weimar-Eisenach.
Am 12. September 1817 ernannte ihn der König zum Kommandanten des preußischen Kadettenkorps und beauftragte ihn mit der Neuordnung der in den zurückliegenden Kriegsjahren vernachlässigten militärischen Erziehungsanstalten. In dieser Funktion setzte sich Brause für eine umfassende Erneuerung der wissenschaftlichen und erzieherischen Ausbildung der Kadetten ein. Es gelang ihm, namhafte Wissenschaftler wie den Geographen Carl Ritter oder den Historiker Johann Wilhelm Löbell sowie als Prediger den Theologen Adolf Sydow für die Kadettenanstalt in Berlin zu gewinnen und die militärische Erziehung insgesamt zu humanisieren und im Sinne Rousseaus kindgemäßer zu gestalten. Unter seiner Leitung entstand 1822 das neue Kadettenhaus in Potsdam. In Culm wurde die Kadettenanstalt baulich erweitert und mit einem großzügigen Garten versehen. Die Berliner Anstalt erhielt ein eigenes Wohnhaus für die Lehrkräfte und ein großes Hörsaalgebäude, in dem auch der von Blücher erbeutete Degen Napoleons aufbewahrt wurde. Zelter schrieb am 21. August 1831 an seinen Freund Johann Wolfgang von Goethe: Das hiesige Cadettenhaus steht eben dieses General-Majors von Brause wegen in hoher Achtung; man hält ihn für einen thätigen, strengen, väterlichen Führer der Jugend und tüchtigen Soldaten. Franz Krüger hat diesen neuen humanistischen Erziehungsstil Brauses mit der ungewöhnlichen Darstellung der Kadetten auf seinem berühmten Gemälde Parade auf dem Opernplatz künstlerisch zum Ausdruck gebracht.
In seiner Dienstwohnung im Kadettenhaus in der Berliner Neuen Friedrichstraße 14 und in seinem Landhaus in Berlin-Lichtenberg führte Brause, gemeinsam mit seiner literarisch gebildeten Frau Albertine, einer Cousine des Dichters Friedrich de la Motte Fouqué, und seinen Töchtern, ein geselliges Leben. Im Brauseschen Haus verkehrten unter anderem Staatsminister wie Altenstein und dessen Schwager, General-Postmeister Karl Ferdinand Friedrich von Nagler, Militärs wie Hermann von Boyen, Oldwig von Natzmer, Wilhelm von Krauseneck, Karl Friedrich von dem Knesebeck oder die Brüder Adolf Eduard und Ludwig Gustav von Thile sowie die Familie des Generals Boguslawski, Damen der Gesellschaft wie Amalie von Hellwig, Ernestine von Wildenbruch, Lulu Gräfin von Stosch mit ihrer Mutter Marie von Kleist und Adolphine von Klitzing, Gelehrte wie der genannte Geograph Carl Ritter, der Historiker Johann Wilhelm Löbell, Friedrich von Raumer, Henrik Steffens, Friedrich August Pischon und die jungen Offiziere der Kadettenanstalt, die später, wie beispielsweise Albrecht von Roon, in Preußen teils hohe militärische Ämter bekleideten. Als 1831 nach langer Krankheit sein Vetter Wilhelm von Schack in Berlin verstarb, gab Brause bei Christian Daniel Rauch eine Porträtbüste des Verstorbenen in Auftrag, vermutlich auf Bitten der Witwe Wilhelmine Auguste von Schack geborene von Schütz. Rauch konnte dabei auf Wilhelm von Schacks Totenmaske zurückgreifen.
1818 wurde Brause zum Oberst und 1825 zum Generalmajor befördert sowie 1829 mit dem Roten Adlerorden II. Klasse mit Eichenlaub ausgezeichnet. Auf eigenen Wunsch wurde er am 30. März 1834 von seiner kräftezehrenden Aufgabe als Kadettenkommandant entbunden und zum Direktor der Allgemeinen Kriegsschule, der späteren Kriegsakademie, ernannt.
Brause starb am 10. April 1836 in Berlin und wurde unter großer Anteilnahme von Freunden und Verehrern, unter ihnen die drei königlichen Prinzen Wilhelm, Carl und Albrecht, auf dem Alten Garnisonfriedhof in Berlin bestattet. Sein vom Prinzen Wilhelm gestiftetes Grabkreuz wurde am 10. April 1838 enthüllt. Es trug am Fußsockel die Widmung: Dem leitenden Führer und Freunde treue Dankbarkeit. Wilhelm Prinz von Preußen. Das Grab ist nicht erhalten.
Auf die Frage, ob er in seinem Leben wirkliche Freunde besessen habe, antwortete der alte Kaiser Wilhelm I. nach längerem Bedenken gegenüber seinem Hofrat Louis Schneider: Ja – den General von Brause, der hat mich nie um etwas gebeten.

## Mitgliedschaften
- 1818 Mitglied der Gesetzlosen Gesellschaft zu Berlin
- Mitglied im Bund der Freimaurer.[6][7]